# Lrooaspo

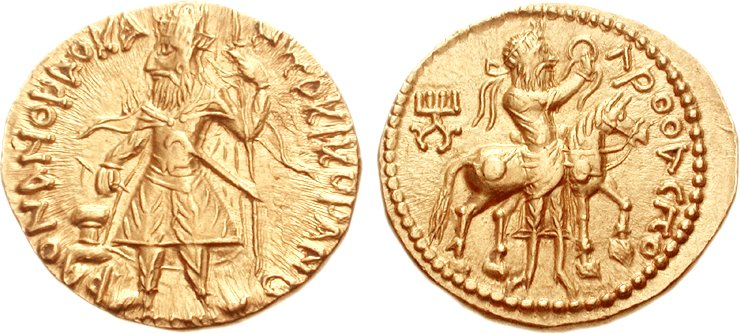
Münze Kanishkas I. mit Lrooaspo auf der Rückseite

Lrooaspo war eine baktrisch-iranische Gottheit, die vor allem auf Münzen der Kuschana-Herrscher erscheint. Die Gottheit wird meist als stehender Mann neben einem Pferd dargestellt und war deshalb wahrscheinlich Gott der Pferde. Sie wird versuchsweise mit Drvaspa aus dem Zoroastrismus identifiziert.